# Jemm
Jemm è un alieno immaginario che comparve in numerose serie a fumetti pubblicate dalla DC Comics. Il personaggio nell'universo principale, conosciuto come Universo DC. Creato originariamente da Greg Potter e Gene Colan come un cugino verde di Martian Manhunter, comparve per la prima volta in Jemm, Son of Saturn n. 1 (settembre 1984).

## Storia di pubblicazione
Secondo Greg Potter, co-creatore di Jemm, il personaggio fu originariamente concepito come un cugino di Martian Manhunter. Tutto questo quando J'onn J'onnz scomparve dalle pagine dei fumetti DC per un breve periodo. Tuttavia, parte del percorso nello sviluppo della serie, a Greg fu detto dall'editrice della DC Janice Race che lei sapeva che Manhunter sarebbe ricomparso presto nei fumetti di Justice League of America. Per evitare conflitti nella continuità corrente, Potter riscrisse la serie come Jemm, Son of Saturn, un personaggio senza connessione con Martian Manhunter.
Jemm fu reintrodotto nell'Universo DC da Grant Morrison in JLA n. 12, in cui fu enfatizzata la sua somiglianza con J'onn J'onnz. Durante il suo periodo nella serie Martian Manhunter, John Ostrander utilizzò queste somiglianze per spiegare che i Saturniani erano una razza creata e modellata sulla base dei Marziani.

## Biografia del personaggio
Le tre razze di Ma'aleca'andra (Marte) sono direttamente responsabili delle colonie H'ronmeerca'andrane sulle lune di Saturno. I saturniani sono discendenti di una sottoclasse di cloni lavoratori creati dagli antichi esploratori marziani. I marziani verdi clonarono da se stessi i primi saturniani rossi, ed i Marziani Bianchi clonarono i saturniani bianchi. I marziani verdi trattarono i saturniani rossi da loro pari, mentre i marziani bianchi trattavano i propri cloni da schiavi. Il destino dei Marziani Gialli è sconosciuto.
La continua schiavizzazione del saturniani bianchi cominciò con una guerra civile tra le due razze marziane. Quando la guerra terminò i marziani bianchi furono esiliati nella "Zona Immobile", solo per sfuggire anni dopo e ricomparire come Hyperclan. Dopo la guerra civile a tutti i saturniani bianchi fu garantita la libertà, ma continuarono a combattere tra di loro per millenni.
Jemm, figlio di Re Jaxx fu costretto a fuggire dal palazzo dopo il colpo di Stato di un marziano bianco. Sua madre Jarlla riuscì a nasconderlo in una caverna, mentre Jemm venne addestrato da un saturniano bianco, un insegnante di nome Rahani, nell'utilizzo dei suoi poteri.

### Terra
Dopo che sua madre e il suo insegnante furono assassinati da i marziani bianchi, Jemm rubò una nave e scappò sulla Terra, in cerca del suo amore, Syraa, che riuscì ad arrivarvi prima di lui. Giunse ad Harlem, New York, e divenne amico di un orfano aro-americano di nome Luther Mannkin. Dopo una serie di avventure con e senza Luther, Jemm riuscì infine a trovare Syraa. Tutti e tre viaggiarono fino a New Bhok, una colonia saturniana rossa. Dato che si rifiutò di prendere una posizione nella guerra civile, Jemm fu evitato ed allontanato da entrambe le fazioni. Scoraggiati, Jemm e Luther ritornarono sulla Terra.
Qui, Jemm seppe di un criminale di nome Claudius Tull che intendeva utilizzare i saturniani come fonti di energia viventi. Quindi, si alleò con una saturniana bianca di nome Synn. Quando il vero obiettivo di Tul venne a galla, Synn si arrese alle forze della milizia dei saturniani rossi. Quando la si vide per l'ultima volta, Jemm andò di nuovo in cerca di Syrra, che nel frattempo scomparve di nuovo.

### Lega dell'ingiustizia
Jemm ricomparve anni dopo come membro della Lega dell'ingiustizia. Fu sottoposto al lavaggio del cervello da Lex Luthor, attraverso l'utilizzo della Pietra Filosofale, e utilizzò il saturniano come pistola psichica contro la Justice League. Riuscì abilmente ad impersonare telepaticamente Martian Manhunter. Plastic Man, travestito da Joker, dovette inscenare numerosi scherzi pianificati per svegliarlo dall'ipnotismo, che però fallirono. J'onn riuscì, invece, a connettersi con la sua mente: riuscì a liberarlo, ma lo lasciò in uno stato comatoso.
J'onn portò Jemm a Z'onn Z'orr, il suo covo nascosto in Antartide al fine di guarire la sua mente. Jemm passò i mesi successivi nel recuperare le sue funzioni mentali e la salute psichica. Fu successivamente scoperto, detenuto e torturato dal fratello malvagio di J'onn J'onnz, Malefic, che convinse la JLA che Martian Manhunter torturava Jemm dopo essere diventato pazzo.
Mentre Jemm si riprendeva nella Torre di Guardia della JLA, giunse una delegazione di saturniani che reclamava il proprio principe. J'onn scoprì che Jemm prese parte ad un matrimonio politico combinato pianificato per unire le fazioni di saturniani rossi a quelli bianchi.

### Anelli di Saturno
Durante il viaggio verso H'ronmeerca'andra, J'onn seppe qualcosa di più sulla futura sposa di Jemm, una saturniana bianca di nome Principessa Cha'rissa. Cha'rissa rimase romanticamente attratta da J'onn, e anche lui ricambiò tale attrazione. Il trio scoprì un complotto del cugino saturniano bianco di Jemm, Jogarr, per assassinarlo, e Cha'rissa decise di mettere da parte i suoi sentimenti per Jonn per dedicarsi interamente al suo promesso sposo. J'onn partì per la Terra appena prima dell'inizio della cerimonia.

### Rann/Thanagar War
Anche se Jemm sembrava un pacifista, si unì ai ranniani nella loro guerra contro Thanagar.

### Nuova Krypton
Jemm comparve in Superman: World of New Krypton n. 9 (novembre 2009), e comparve come comandante di tutte e tre le razze saturniane, inclusi gli albini "Koolars", e i "Faceless Hunters" dalla pelle gialla.

## Poteri e abilità
- Jemm è super forte, e può volare. È anche un telepate. Possiede l'abilità di lanciare scariche di energia psicocinetica dalla gemma organica presente sulla sua fronte. La pietra è conosciuta come Marchio di Jargon. Jargon the Mighty è noto per aver dato inizio alla guerra tra la razza bianca e quella rossa.
- A differenza dei marziani verdi, i saturniani rossi come Jemm non hanno l'abilità di mutare forma, ma possiedono una rapida rigenerazione cellulare. I Koolars hanno dimostrato inoltre il potere di fusione con la materia inanimata.
- Come i marziani, tutti i saturniani sono psicologicamente vulnerabili al fuoco.

## Altre versioni
- Nel nuovo multiverso della DC, sulla Terra-48, Jemm esisteva come leader politico di Saturno. In questa storia alternativa, i nove pianeti del sistema solare disputarono tutte le controversie armate sulla Terra (rinominata Mondo della Guerra). Quando i Forerunners si ribellarono, le armate marziane e saturniane furono disintegrate. Jemm fu l'unico sopravvissuto del conflitto.
- Fura, un signore della guerra saturniano dal 3000 d.C. comparve in Batman n. 26, ed era un nemico del Batman di quell'epoca.